# Kościoły Wysp Owczych
Na Wyspach Owczych istnieje ponad 65 świątyń różnych wyznań. Przeważają świątynie narodowego Kościoła luterańskiego archipelagu – Fólkakirkjan (wśród nich jedna katedra – Havnar Kirkja).

## Kościoły luterańskie
| Nazwa                            | Miejscowość   | Gmina                | Region   | Wyspa    | Rok powstania | Zdjęcie              | Uwagi                |
| -------------------------------- | ------------- | -------------------- | -------- | -------- | ------------- | -------------------- | -------------------- |
| Argja kirkja                     | Argir         | Tórshavnar kommuna   | Streymoy | Streymoy | 1974          |                      |                      |
| Árnafjarðar kirkja               | Árnafjørður   | Klaksvíkar kommuna   | Norðoyar | Borðoy   | 1937          | Árnafjarðar kirkja   |                      |
| Bíggar kirkja                    | Bøur          | Sørvágs kommuna      | Vágar    | Vágar    | 1865          | Bíggar kirkja        |                      |
| Christianskirkjan                | Klaksvík      | Klaksvíkar kommuna   | Norðoyar | Borðoy   | 1963          | Christianskirkjan    |                      |
| Dals kirkja                      | Dalur         | Húsavíkar kommuna    | Sandoy   | Sandoy   | 1957          | Dals kirkja          |                      |
| Eiðis kirkja                     | Eiði          | Eiðis kommuna        | Eysturoy | Eysturoy | 1881          | Eiðis kirkja         |                      |
| Elduvíkar kirkja                 | Elduvík       | Runavíkar kommuna    | Eysturoy | Eysturoy | 1952          |                      |                      |
| Fríðrikskirkjan                  | Nes           | Nes kommuna          | Eysturoy | Eysturoy | 1994          | Fríðrikskirkjan      |                      |
| Fámjins kirkja                   | Fámjin        | Fámjins kommuna      | Suðuroy  | Suðuroy  | 1875          | Fámjins kirkja       |                      |
| Fuglafjarðar kirkja              | Fuglafjørður  | Fuglafjarðar kommuna | Eysturoy | Eysturoy | 1984          | Fuglafjarðar kirkja  |                      |
| Funnings kirkja                  | Funningur     | Runavíkar kommuna    | Eysturoy | Eysturoy | 1847          | Funnings kirkja      |                      |
| Gjáar kirkja                     | Gjógv         | Sunda kommuna        | Eysturoy | Eysturoy | 1929          | Gjáar kirkja         |                      |
| Glyvra kirkja                    | Glyvrar       | Runavíkar kommuna    | Eysturoy | Eysturoy | 1927          | Glyvra kirkja        |                      |
| Gøta kirkja (nowy)               | Gøtugjógv     | Eysturkommuna        | Eysturoy | Eysturoy | 1927          | Gøta kirkja (nowy)   |                      |
| Gøta kirkja (stary)              | Norðagøta     | Eysturkommuna        | Eysturoy | Eysturoy | 1833          | Gøta kirkja (stary)  |                      |
| Haldarsvíkar kirkja              | Haldarsvík    | Sunda kommuna        | Streymoy | Streymoy | 1856          | Haldarsvíkar kirkja  |                      |
| Hattarvíkar kirkja               | Hattarvík     | Fugloyar kommuna     | Norðoyar | Fugloy   | 1899          | Hattarvíkar kirkja   |                      |
| Havnar kirkja (Dómkirkjan)       | Tórshavn      | Tórshavnar kommuna   | Streymoy | Streymoy | 1788          | Havnar kirkja        | Katedra Wysp Owczych |
| Hests kirkja                     | Hestur        | Tórshavnar kommuna   | Streymoy | Hestur   | 1910          | Hests kirkja         |                      |
| Hovs kirkja                      | Hov           | Hovs kommuna         | Suðuroy  | Suðuroy  | 1862          | Hovs kirkja          |                      |
| Hoyvíkar kirkja                  | Hoyvík        | Tórshavnar kommuna   | Streymoy | Streymoy | 2007          |                      |                      |
| Hósvíkar kirkja                  | Hósvík        | Sunda kommuna        | Streymoy | Streymoy | 1929          | Hósvíkar kirkja      |                      |
| Húsa kirkja                      | Húsar         | Húsa kommuna         | Norðoyar | Kalsoy   | 1920          | Húsa kirkja          |                      |
| Húsavíkar kirkja                 | Húsavík       | Húsavíkar kommuna    | Sandoy   | Sandoy   | 1863          | Húsavíkar kirkja     |                      |
| Hvalbiar kirkja                  | Hvalba        | Hvalbiar kommuna     | Suðuroy  | Suðuroy  | 1935          | Hvalbiar kirkja      |                      |
| Hvannasunds kirkja               | Hvannasund    | Hvannasunds kommuna  | Norðoyar | Viðoy    | 1949          | Hvannasunds kirkja   |                      |
| Hvalvíkar kirkja                 | Hvalvík       | Sunda kommuna        | Streymoy | Streymoy | 1829          | Hvalvíkar kirkja     |                      |
| Kaldbaks kirkja                  | Kaldbak       | Tórshavnar kommuna   | Streymoy | Streymoy | 1835          | Kaldbaks kirkja      |                      |
| Katedra św. Magnusa (Múrurin)    | Kirkjubøur    | Tórshavnar kommuna   | Streymoy | Streymoy | 1300 (około)  | Katedra św. Magnusa  | Ruina                |
| Kirkju kirkja                    | Kirkja        | Fugloyar kommuna     | Norðoyar | Fugloy   | 1933          | Kirkju kirkja        |                      |
| Kollafjarðar kirkja              | Kollafjørður  | Tórshavnar kommuna   | Streymoy | Streymoy | 1837          | Kollafjarðar kirkja  |                      |
| Kościół św. Olafa (Ólavskirkjan) | Kirkjubøur    | Tórshavnar kommuna   | Streymoy | Streymoy | 1110          | Kościół św. Olafa    |                      |
| Kunoyar kirkja                   | Kunoy         | Kunoyar kommuna      | Norðoyar | Kunoy    | 1867          | Kunoyar kirkja       |                      |
| Kvívíkar kirkja                  | Kvívík        | Kvívíkar kommuna     | Streymoy | Streymoy | 1903          | Kvívíkar kirkja      |                      |
| Leirvíkar kirkja                 | Leirvík       | Eysturkommuna        | Eysturoy | Eysturoy | 1906\|        |                      |                      |
| Miðvágs kirkja                   | Miðvágur      | Vága kommuna         | Vágar    | Vágar    | 1952          | Miðvágs kirkja       |                      |
| Mikladals kirkja                 | Mikidalur     | Klaksvíkar kommuna   | Norðoyar | Kalsoy   | 1856          | Mikladals kirkja     |                      |
| Mykinesar kirkja                 | Mykines       | Sørvágs kommuna      | Vágar    | Mykines  | 1879          | Mykinesar kirkja     |                      |
| Norðskála kirkja                 | Norðskáli     | Sunda kommuna        | Eysturoy | Eysturoy | 1932          | Norðskála kirkja     |                      |
| Nólsoyar kirkja                  | Nólsoy        | Tórshavnar kommuna   | Streymoy | Nólsoy   | 1863          | Nólsoyar kirkja      |                      |
| Nes kirkja                       | Nes           | Nes kommuna          | Eysturoy | Eysturoy | 1843          | Nes kirkja           |                      |
| Oyndarfjarðar kirkja             | Oyndarfjørður | Runavíkar kommuna    | Eysturoy | Eysturoy | 1838          | Oyndarfjarðar kirkja |                      |
| Porkeris kirkja                  | Porkeri       | Porkeris kommuna     | Suðuroy  | Suðuroy  | 1847          | Porkeris kirkja      |                      |
| Rituvíkar kirkja                 | Rituvík       | Runavíkar kommuna    | Eysturoy | Eysturoy | 1955          | Rituvíkar kirkja     |                      |
| Saksunar kirkja                  | Saksun        | Sunda kommuna        | Streymoy | Streymoy | 1858          | Saksunar kirkja      |                      |
| Sandavágs kirkja                 | Sandavágur    | Vága kommuna         | Vágar    | Vágar    | 1917          | Sandavágs kirkja     |                      |
| Sands kirkja                     | Sandur        | Sands kommuna        | Sandoy   | Sandoy   | 1839          | Sands kirkja         |                      |
| Sandvíkar kirkja                 | Sandvík       | Hvalbiar kommuna     | Suðuroy  | Suðuroy  | 1840          | Sandvíkar kirkja     |                      |
| Selatraðar kirkja                | Selatrað      | Sjóvar kommuna       | Eysturoy | Eysturoy | 1927          | Selatraðar kirkja    |                      |
| Sjógv kirkja                     | Strendur      | Sjóvar kommuna       | Eysturoy | Eysturoy | 1834          |                      |                      |
| Skála kirkja                     | Skáli         | Runavíkar kommuna    | Eysturoy | Eysturoy | 1940          |                      |                      |
| Skálavíkar kirkja                | Skálavík      | Skálavíkar kommuna   | Sandoy   | Sandoy   | 1891          | Skálavíkar kirkja    |                      |
| Skopunar kirkja                  | Skopun        | Skopunar kommuna     | Sandoy   | Sandoy   | 1897          | Skopunar kirkja      |                      |
| Skúvoyar kirkja                  | Skúvoy        | Skúvoyar kommuna     | Sandoy   | Skúvoy   | 1937          | Skúvoyar kirkja      |                      |
| Sumbiar kirkja                   | Sumba         | Sumbiar kommuna      | Suðuroy  | Suðuroy  | 1887          | Sumbiar kirkja       |                      |
| Svínoyar kirkja                  | Svínoy        | Klaksvíkar kommuna   | Norðoyar | Svínoy   | 1878          | Svínoyar kirkja      |                      |
| Sørvágs kirkja                   | Sørvágur      | Sørvágs kommuna      | Vágar    | Vágar    | 1886          | Sørvágs kirkja       |                      |
| Tjørnuvíkar kirkja               | Tjørnuvík     | Sunda kommuna        | Streymoy | Streymoy | 1937          | Tjørnuvíkar kirkja   |                      |
| Tvøroyrar kirkja                 | Tvøroyri      | Tvøroyrar kommuna    | Suðuroy  | Suðuroy  | 1907          | Tvøroyrar kirkja     |                      |
| Vágs kirkja                      | Vágur         | Vágs kommuna         | Suðuroy  | Suðuroy  | 1927          | Vágs kirkja          |                      |
| Vestmanna kirkja                 | Vestmanna     | Vestmanna kommuna    | Streymoy | Streymoy | 1895          |                      |                      |
| Vesturkirkjan                    | Tórshavn      | Tórshavnar kommuna   | Streymoy | Streymoy | 1975          | Vesturkirkjan        |                      |
| Viðareiðis kirkja                | Viðareiði     | Viðareiðis kommuna   | Norðoyar | Viðoy    | 1892          | Viðareiðis kirkja    |                      |

## Kościoły katolickie
| Nazwa                            | Miejscowość | Gmina              | Region   | Wyspa    | Rok powstania | Zdjęcie           | Uwagi |
| -------------------------------- | ----------- | ------------------ | -------- | -------- | ------------- | ----------------- | ----- |
| Kościół św. Marii (Mariukirkjan) | Tórshavn    | Tórshavnar kommuna | Streymoy | Streymoy | 1987          | Kościół św. Marii |       |

## Świadkowie Jehowy
| Obiekt         | Zbór     | Adres                         |
| -------------- | -------- | ----------------------------- |
| Sala Królestwa | Klaksvik | Klaksvik, Á Brekku 38         |
| Sala Królestwa | Runavik  | Runavik, Mýravegur 37         |
| Sala Królestwa | Suďuroy  | Trongisvágur, Traðarvegur 223 |
| Sala Królestwa | Tórshavn | Tórshavn, Yviri við Strond 89 |